# 芒特威爾遜 (內華達州)
芒特威爾遜（英語：Mount Wilson）是位於美國內華達州林肯縣的普查規定居民點。

## 人口
根據2020年美國人口普查的數據，芒特威爾遜的面積為11.93平方千米，皆為陸地。當地共有人口26人，而人口密度為每平方千米2.18人。